# 垂蒴棉藓
垂蒴棉藓（学名：Plagiothecium nemorale），又名木棉藓，为棉藓科棉藓属下的一个种。